# Podgórki (województwo mazowieckie)
Podgórki – wieś w Polsce położona w województwie mazowieckim, w powiecie radomskim, w gminie Wierzbica. Ma status sołectwa.
| SIMC    | Nazwa            | Rodzaj    |
| ------- | ---------------- | --------- |
| 0641029 | Podgórki-Kolonia | część wsi |

W latach 1975–1998 miejscowość położona była w województwie radomskim.
Wierni Kościoła rzymskokatolickiego należą do parafii Matki Boskiej Królowej Polski w Łączanach.